# Chanovice

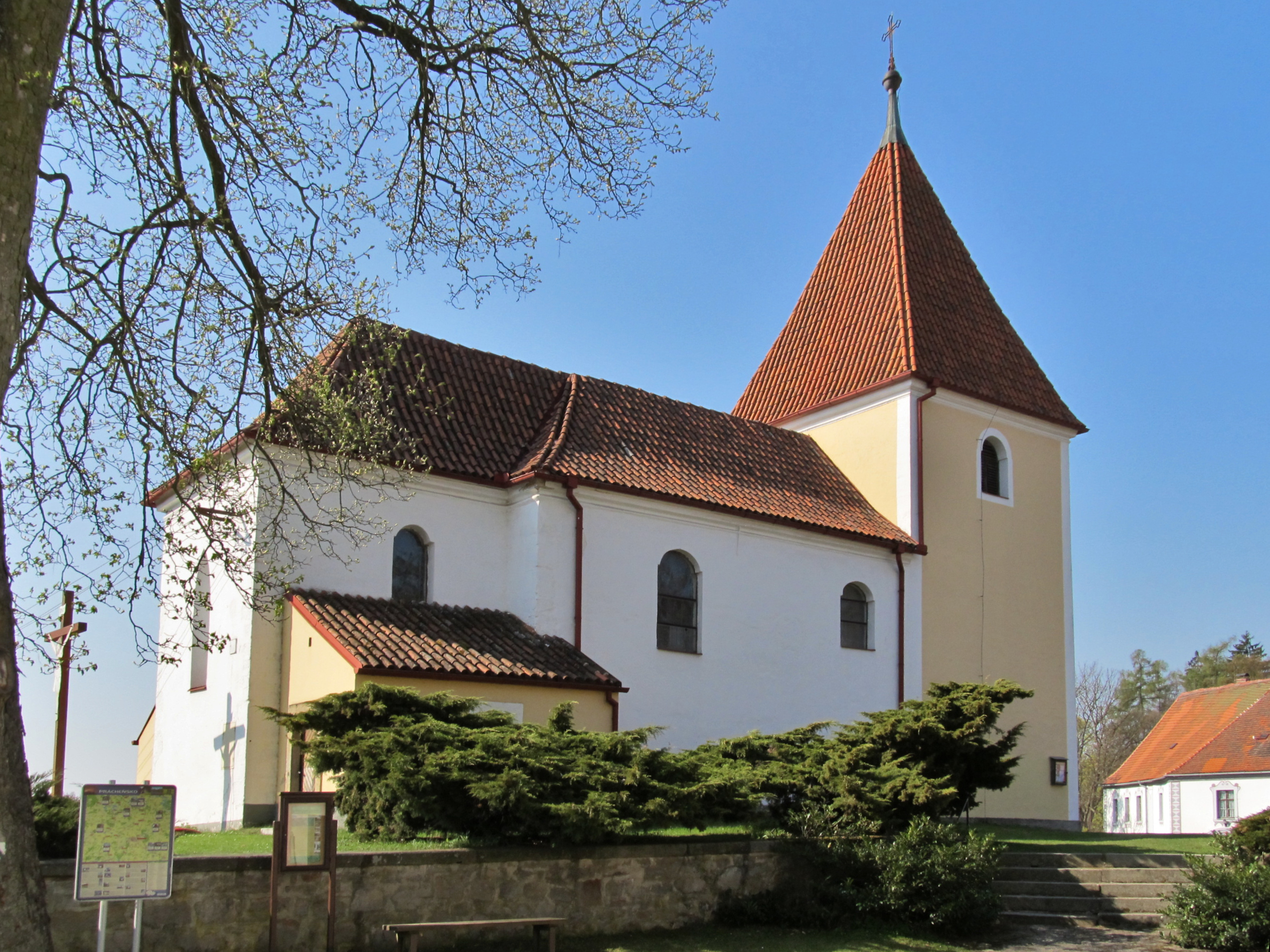
Kirche der hl. Kreuzerhöhung

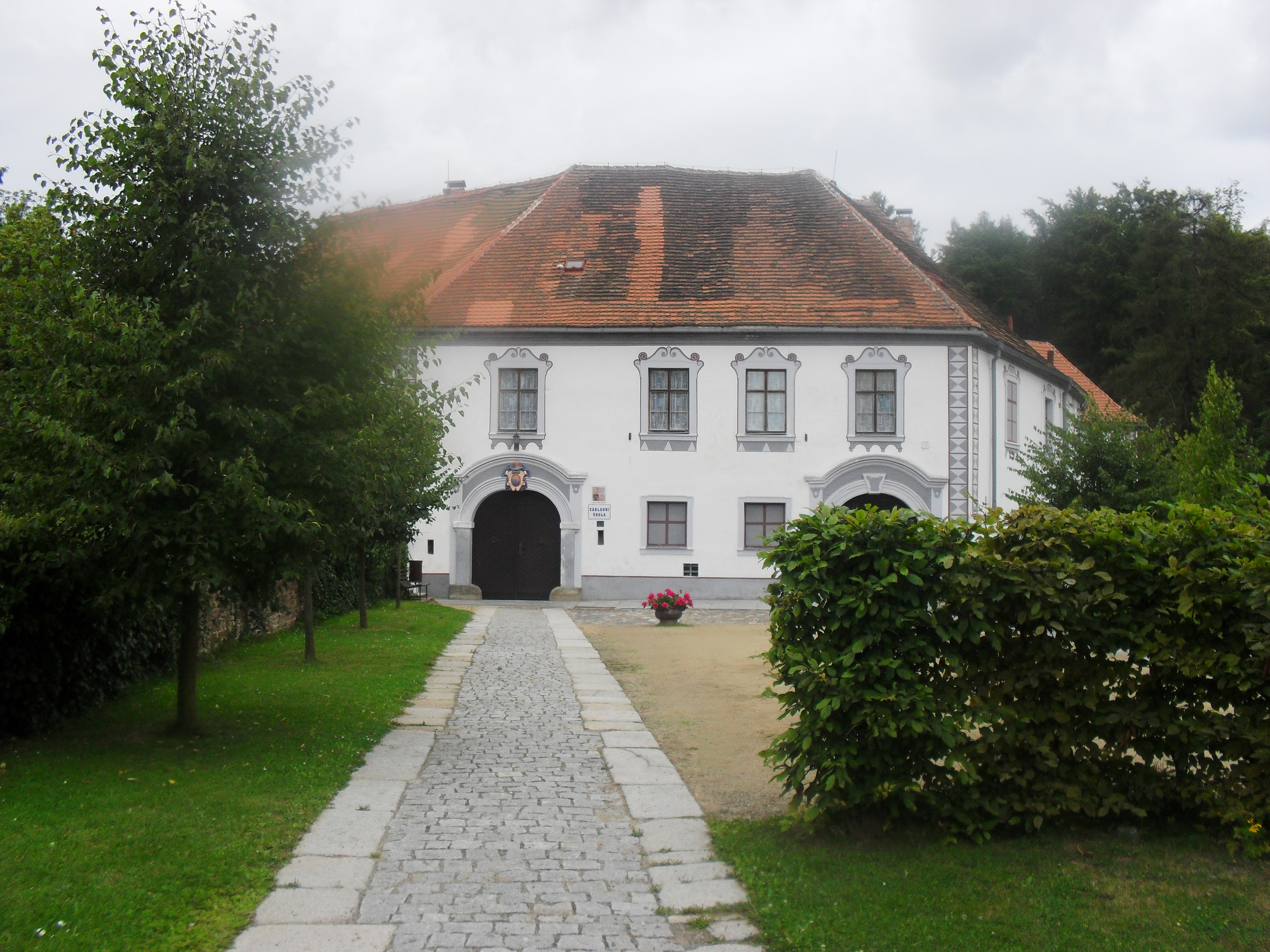
Schloss Chanovice

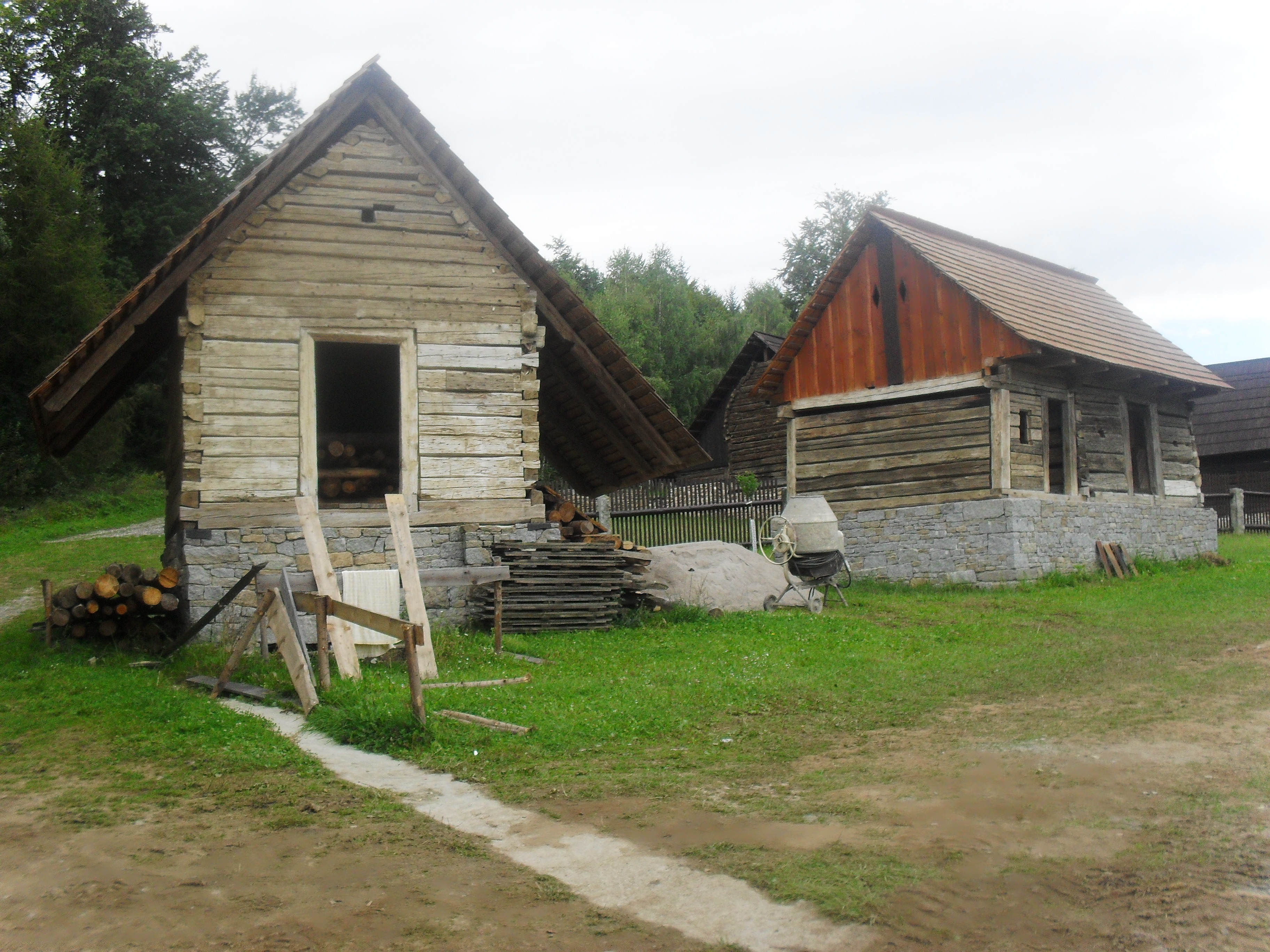
Freilichtmuseum der Volksbauweise

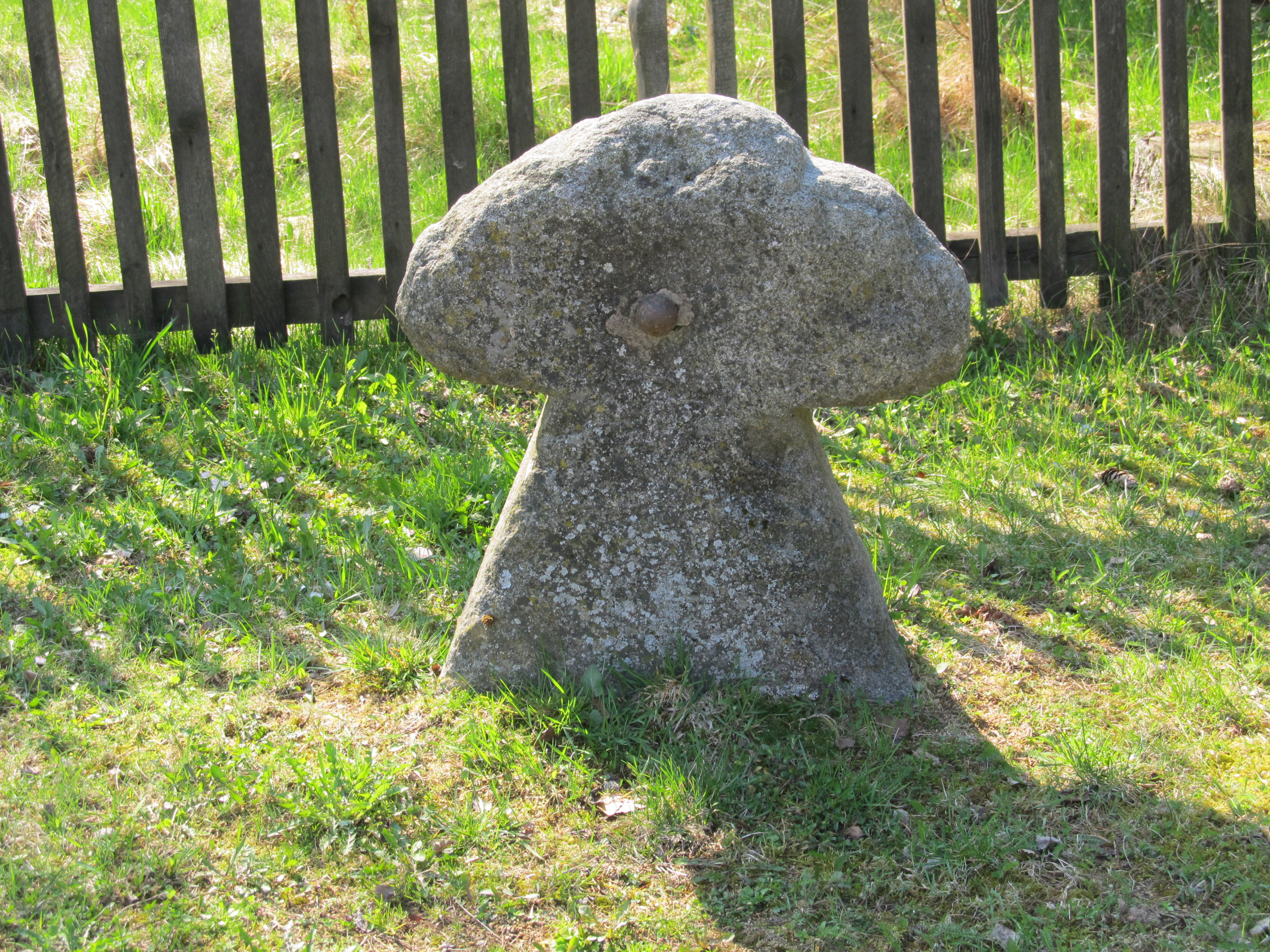
Sühnekreuz

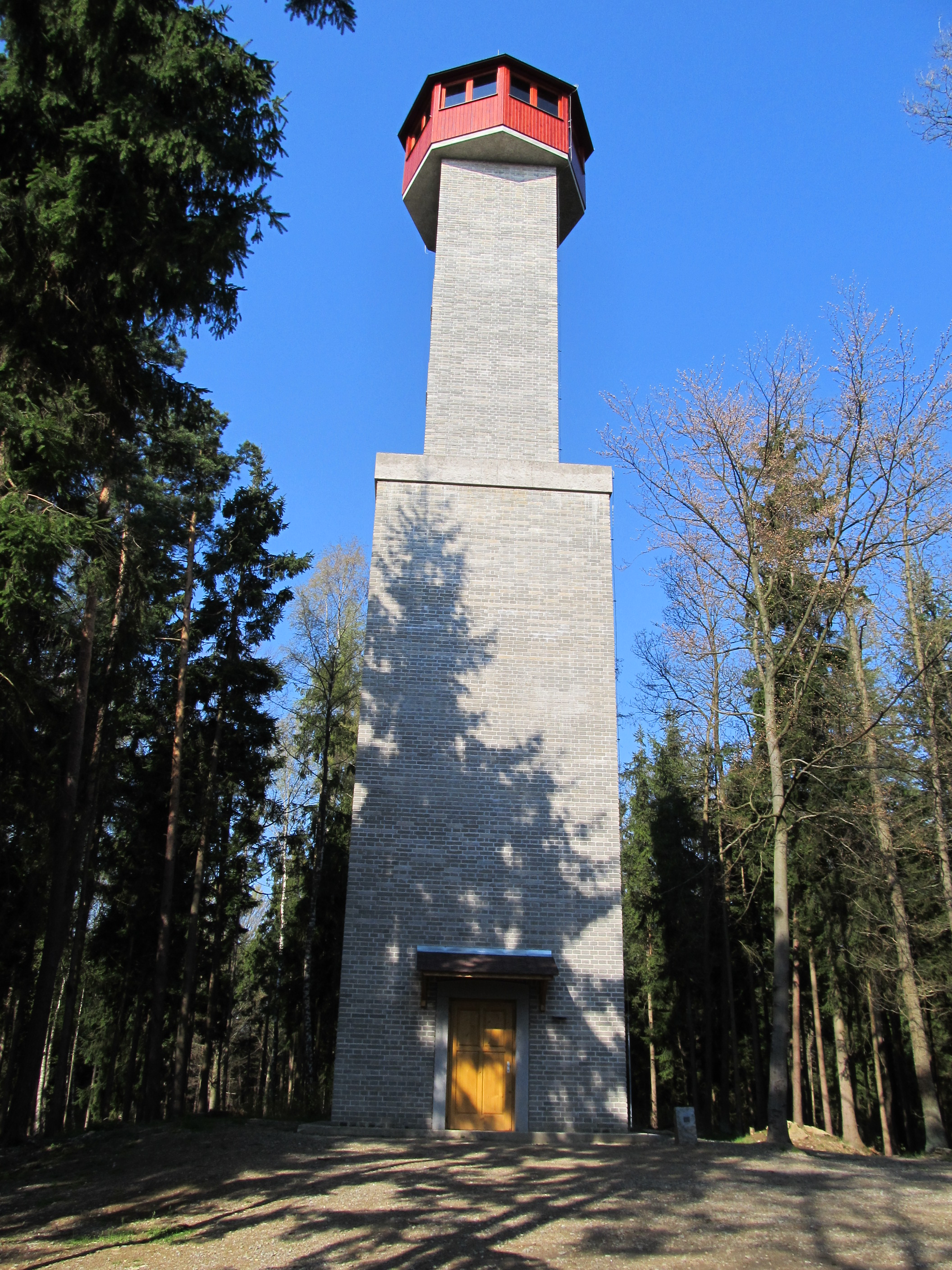
Aussichtsturm

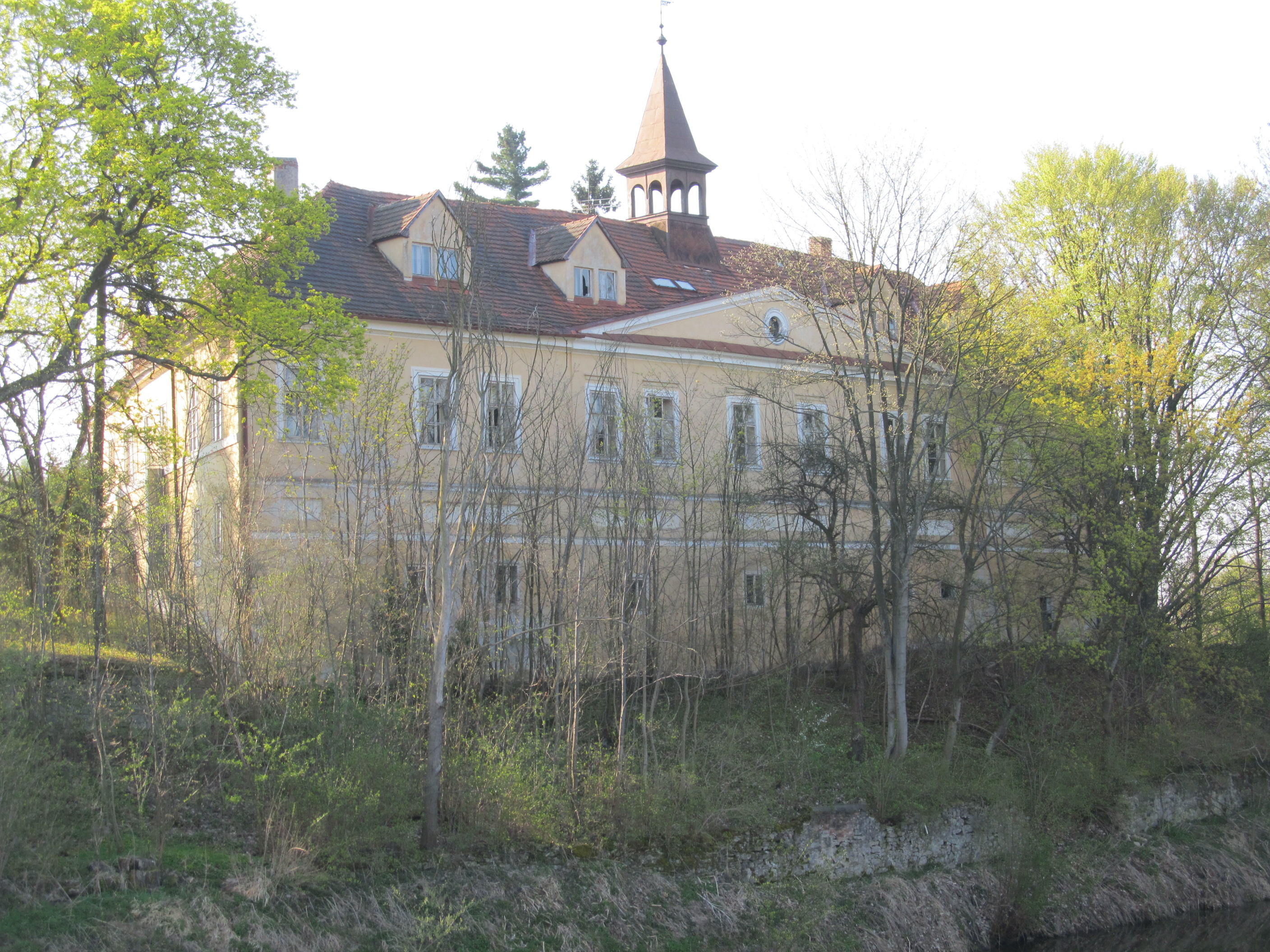
Schloss Defurovy Lážany

Chanovice (deutsch Chanowitz) ist eine Gemeinde in Tschechien. Sie liegt zehn Kilometer nördlich von Horažďovice und gehört zum Okres Klatovy.

## Geographie
Chanovice befindet sich im Hügelland Blatenská pahorkatina. Am westlichen Ortsrand entspringt der Bach Svéradický potok, der in Chanovice den Teich Ohrada speist. Gegen Nordosten liegen die Teiche Starý rybník, Kozedře und Žabikuch. Nördlich erhebt sich der Ostrý vrch (612 m) und im Westen der Chlum (609 m).
Nachbarorte sind Řesanice und Nezdřev im Norden, Hradiště, Bezděkov und Pole im Nordosten, Kadov im Osten, Lnářský Málkov, Čečelovice und Slatina im Südosten, Svéradice und Dobrotice im Süden, Plácek und Jetenovice im Südwesten, Újezd u Chanovic und Defurovy Lážany im Westen sowie Černice und Nová Ves im Nordwesten.

## Geschichte
Die erste schriftliche Erwähnung des Dorfes Chanovicz und der Pfarrkirche erfolgte 1352 im päpstlichen Zehntregister. Das Kirchpatronat hatten die Brüder Batík und Vintíř von Chanovicz inne, die einem regionalen Vladikengeschlecht entstammten, das auch auf Čekanice, Pole, Kotouň, Hoštice und Lnáře saß und zwei dreizähnige Schlüssel im Wappen führte.
Später gehörte das Gut Chanovice Angehörigen eines anderen Vladikengeschlechts, die ebenfalls das Prädikat von Chanovice verwendeten, jedoch drei Fische über einem Helm im Wappen führten. Im Sommer 1421 zog das Heer Jan Žižkas auf dem Weg zur zweiten Belagerung der Burg Rabí durch die Gegend und zerstörte die Feste und Kirche in Kadov sowie die Kirche in Slatina. Die Chanowitzer Kirche blieb erhalten, weil sich die von Žižka nach Chanowitz geschickte Abteilung in dem dichten Waldgebiet verirrte und nach Bezděkov ritt. Anschließend zogen die Hussiten weiter nach Velký Bor.
Die Nachkommen des Ritters Jan Lhota d. J. von Langendorf, der das Gut Chanovice 1468 erwarb, bildeten einen neuen Familienzweig, der sich Chanowsky von Langendorf (Chanovští z Dlouhé Vsi ) nannte und bis 1877 bestand. Wolfgang Chanowsky von Langendorf, der seit 1505 als Besitzer der Feste Chanovice nachweislich ist, ließ diese nach einem verheerenden Brand wieder aufbauen. Nach 1523 erbte sein ältester Sohn Georg den Besitz. Diesem folgte von 1554 bis 1598 sein jüngster Bruder Adam. Adam Chanowsky von Langendorf war ein enger Vertrauter Wilhelm von Rosenbergs, von dem er 1570 die Burg Rabí erwarb und zu seinem neuen Sitz machte.
Im 16. Jahrhundert wurde der Ort als Chanovice, Chanowicze bzw. Chanowie bezeichnet. Die Chanowsky von Langendorf hielten das Gut Chanovice bis 1717, als es Wenzel Josef Chanowsky von Langendorf an den Hauptmann des Prachiner Kreises Ferdinand Joachim von Rummerskirch verkaufte. Dieser ließ die Schule, Kirche und das Pfarrhaus instand setzen, den Getreidespeicher errichten sowie 1751 die Pfarrei Chanovice wieder errichten. Infolge der Missernte von 1770 kam es in Böhmen zu einer großen Teuerung und Hungersnot. Im Sommer 1771 brach in der Gegend ein Bauernaufstand aus; die unbewaffneten Rebellen zogen zum Schloss Schlüsselburg und forderten die Herabsetzung der Robot. Das von Horažďovice herbeigerufene Militär schlug die Rebellion blutig nieder, unter den Toten war auch ein Bauer aus Chanowitz. Im 18. und 19. Jahrhundert entstanden auf dem Rücken zwischen Kadov, Laschan-Desfours und Slatina zahlreiche kleine Granitsteinbrüche. 1781 zerstörte ein Großfeuer die Kirche und das Schloss. Die Herren von Rummerskirch ließen die Kirche und das Schloss wieder aufbauen und letzteres mit einem englischen Park umgeben. Im Jahre 1789 verkaufte die Familie von Rummerskirch Chanovice; ein besonderer Passus des Vertrags betraf einen Schatz, bei dessen Auffindung die Verkäufer ihren Anspruch auf eine Hälfte festschreiben ließen. Nachfolgend wechselten die Besitzer des Gutes in rascher Folge, im Jahre 1809 erwarb der Pilsener Kaufmann Franz Becher das Gut mit den zugehörigen Dörfern Chanovice, Újezd und Nová Ves. Am 20. Februar 1811 kaufte Becher vom Besitzer der Herrschaft Schlüsselburg das Gut Slatina für 21.000 Gulden zzgl. 1.000 Gulden Schlüsselgeld und verband es mit Chanowitz. 1838 erbte sein Sohn Franz Gustav Becher beide Güter. In Újezd ließ er eine Zuckerfabrik errichten, später wurde sie zur Stärkefabrik umgebaut. Bis zur Mitte des 19. Jahrhunderts bildete Chanowitz das Amtsdorf der Herrschaft Chanowitz mit Slatina.
Nach der Aufhebung der Patrimonialherrschaften bildete Chanovice / Chanowitz ab 1850 mit dem Ortsteil Nová Ves / Neudorf eine Gemeinde im Gerichtsbezirk Horažďowitz. Im Jahre 1867 wurde Franz Gustav Becher, der Mitglied des Österreichischen Abgeordnetenhauses und des Böhmischen Landtages war, in den Freiherrenstand erhoben. Ab 1868 gehörte die Gemeinde Chanovice zum Bezirk Strakonitz. Nová Ves wurde 1887 eigenständig. Am 1. August 1871 verkaufte Franz Gustav Freiherr von Becher das Gut Chanowitz für 135.000 Österreichische Gulden an Eduard Daubek, der zugleich auch den Hof Slatina erwarb. Diesem folgte sein Sohn Eduard Ritter von Daubek, der den Maler František Bohumil Doubek, der für die Kirche in Chanovice mehrere Bilder schuf, unterstützte. Nachdem Eduard Ritter von Daubek auch Eigentümer des Schlosses und der Herrschaft Wosek geworden war, veräußerte er Chanowitz und Slatina am 19. August 1889 für 180.000 Gulden an den Besitzer der Kaolingruben Horní Bříza, Isidor Schmiedl auf Schloss Vísky. Nach dessen Tod verwaltete seine Witwe Pavlína, geborene Marešová, ab 1900 den Großgrundbesitz. Zehn Jahre später erbte die mit Paul Goldegg zu Lindenburg verheiratete Tochter Anna die Güter. Ab 1938 waren die Güter Chanowitz und Slatina gemeinschaftlicher Besitz der Geschwister Franz, Ferdinand und Georg Goldegg zu Lindenburg und Elisabeth Heintschel von Heinegg, wobei ersterer den Besitz verwaltete. Am 6. Mai 1945 wurden Franz Goldegg zu Lindenburg und sein italienischer Gast Carl Bailou auf dem Vorplatz des Schlosses von zwei selbsternannten Partisanen überfallen, misshandelt und mit einem Maschinengewehr niedergeschossen. Während Baron Bailou auf der Stelle tot war, erlag Franz Goldegg am nächsten Tag im Krankenhaus Strakonice seinen Bauchdurchschüssen. Durch ein Beneš-Dekret wurde die Familie Goldegg zu Lindenburg im Dezember 1945 enteignet und ihre Güter verstaatlicht. Ab 1949 gehörte Chanovice zum Okres Horažďovice, nach dessen Aufhebung wurde die Gemeinde 1960 dem Okres Klatovy zugeordnet. Zum 1. Juli 1975 erfolgte die Eingemeindung von Dobrotice und Holkovice. Am 30. April 1976 wurde Defurovy Lážany (mit Černice und Újezd u Chanovic) eingemeindet. 1994 wurde das Freilichtmuseum eingerichtet.

## Gemeindegliederung
Die Gemeinde Chanovice besteht aus den Ortsteilen und Katastralbezirken Černice (Tschernitz), Chanovice (Chanowitz), Defurovy Lážany (Laschan-Desfours), Dobrotice (Dobrotitz), Holkovice (Holkowitz) und Újezd u Chanovic (Aujest). Zu Chanovice gehören außerdem die Einschichten Barák (Barck), Hladotín (Hladotin) und Plácek (Placek).

## Sehenswürdigkeiten
- Barockschloss Chanovice, es erhielt seine heutige Gestalt nach dem Brand von 1781 durch die Herren von Rummerskirch. Nach der Enteignung der Familie Goldegg zu Lindenburg wurde am 1. September 1947 in einem Teil des Schlosses eine Grundschule eingerichtet. Seit den 1990er Jahren gehört das Schloss einschließlich der Nebengebäude der Gemeinde. Heute dient es als Museum für Volkskunst und Grundschule.
- Kirche der hl. Kreuzerhöhung in Chanovice, sie entstand wahrscheinlich in der ersten Hälfte des 13. Jahrhunderts und wurde 1352 erstmals erwähnt. Die Pfarrei Chanovice erlosch wahrscheinlich während der Hussitenkriege. Nach dem Umbau wurde die Filialkirche am 24. September 1688 durch den Propst des Prager Domkapitels, Johann Ignatius Chanowsky von Langendorf neu geweiht. 1751 wurde sie wieder zur Pfarrkirche erhoben. Beim Brand von 1781 wurde die Kirche schwer beschädigt, die aus dem 15. Jahrhundert stammende Glocke St. Paul blieb erhalten. Um 1880 ließ Eduard Ritter von Daubek die Kirche durch den Maler František Bohumil Doubek mit neuen Wand- und Deckengemälden sowie bemalten Fenstern ausgestalten. Ende der 1970er Jahre wurde die Kirche renoviert. Dabei wurde das Mobiliar durch den Maler Josef Fencl restauriert, allerdings wurden auch zwei alte Grabplatten durch einen neuen Fußboden überdeckt und die Wandgemälde von Doubek übertüncht.[6]
- Barocker herrschaftlicher Speicher in Chanovice, errichtet unter den Herren von Rummerskirch
- Schlosspark mit Statue des hl. Donatus
- Nischenkapelle auf dem Dorfplatz von Chanovice
- Freilichtmuseum der Volksbauweise am nordwestlichen Ortsausgang von Chanovice
- Sühnekreuz beim Freilichtmuseum
- Aussichtsturm Chanovice auf dem Chlum
- Felsen Žižkův kámen, westlich von Chanovice am Chlum
- Schloss Defurovy Lážany
- Kapelle des hl. Antonius von Padua in Defurovy Lážany

## Söhne und Töchter der Gemeinde
- Heinrich Chanowsky von Langendorf (um 1550–1611/12), Begründer der pfälzisch-württembergischen Nebenlinie des Geschlechts Dlauhowesky von Langendorf